# Contre-la-montre masculin de cyclisme sur route aux Jeux olympiques d'été de 2016
Navigation
Londres 2012 Tokyo 2020
Le contre-la-montre masculin de cyclisme sur route, épreuve de cyclisme des Jeux olympiques d'été de 2016, a lieu le 10 août 2016.
Les athlètes s'élancent avec 90 secondes d'intervalle entre eux et ils doivent terminer le parcours le plus rapidement possible.
La médaille d'or revient au coureur suisse Fabian Cancellara, la médaille d'argent au Néerlandais Tom Dumoulin et la médaille de bronze au Britannique Christopher Froome.

## Parcours
Le tracé du chrono emprunte une partie du parcours de la course en ligne mais pas la montée et la descente de la Vista Chinesa, ni l’arrivée à Copacabana. L’épreuve se déroule à l’ouest de Rio sur le circuit de Grumari. Les organisateurs ont aménagé une petite bande de bitume pour escamoter le secteur pavé mais le profil reste extrêmement difficile : deux côtes (Grumari : 1,3 km à 9,4 % ; Grota Funda : 2,1 km à 6,8 %) seront à grimper deux fois pour un tracé total de 54,6 km. Le tracé longe le bord de mer.

## Favoris
Le Néerlandais Tom Dumoulin était annoncé comme le grand favori avant sa fracture du poignet sur le Tour de France. Il peut participer à l'épreuve mais sans donner de gage sur son état de forme. Chris Froome est attendu après sa victoire sur le Tour et sa 3e place à Londres en 2012. Le Suisse Fabian Cancellara pour sa dernière année de compétition, le Biélorusse Vasil Kiryenka, champion du montre du contre-la-montre 2015, l'Australien Rohan Dennis, ancien recordman du monde de l'heure et l'Allemand Tony Martin, ancien triple champion du monde de la discipline et 2e à Londres en 2012 peuvent aussi prétendre à la victoire.

## Programme
L'horaire correspond à l'UTC-3
| Date                  | Horaire | Manche |
| --------------------- | ------- | ------ |
| Mercredi 10 août 2016 | 10 h 00 | Finale |

## Résultats
| Numéro | Coureur                 | Pays               | Pos.                                | Temps              |
| ------ | ----------------------- | ------------------ | ----------------------------------- | ------------------ |
| 5      | Fabian Cancellara       | Suisse             | Médaille d'or, Jeux olympiques      | 1 h 12 min 15 s 42 |
| 2      | Tom Dumoulin            | Pays-Bas           | Médaille d'argent, Jeux olympiques  | 1 h 13 min 02 s 83 |
| 1      | Christopher Froome      | Grande-Bretagne    | Médaille de bronze, Jeux olympiques | 1 h 13 min 17 s 54 |
| 13     | Jonathan Castroviejo    | Espagne            | 4                                   | 1 h 13 min 21 s 50 |
| 8      | Rohan Dennis            | Australie          | 5                                   | 1 h 13 min 25 s 66 |
| 11     | Maciej Bodnar           | Pologne            | 6                                   | 1 h 14 min 05 s 89 |
| 9      | Nelson Oliveira         | Portugal           | 7                                   | 1 h 14 min 15 s 27 |
| 7      | Ion Izagirre            | Espagne            | 8                                   | 1 h 14 min 21 s 59 |
| 16     | Geraint Thomas          | Grande-Bretagne    | 9                                   | 1 h 14 min 52 s 85 |
| 14     | Primož Roglič           | Slovénie           | 10                                  | 1 h 14 min 55 s 16 |
| 21     | Leopold König           | République tchèque | 11                                  | 1 h 15 min 23 s 64 |
| 4      | Tony Martin             | Allemagne          | 12                                  | 1 h 15 min 33 s 75 |
| 25     | Simon Geschke           | Allemagne          | 13                                  | 1 h 15 min 49 s 88 |
| 20     | Michał Kwiatkowski      | Pologne            | 14                                  | 1 h 15 min 55 s 49 |
| 10     | Jan Bárta               | République tchèque | 15                                  | 1 h 15 min 56 s 91 |
| 28     | Georg Preidler          | Autriche           | 16                                  | 1 h 16 min 02 s 36 |
| 3      | Vasil Kiryienka         | Biélorussie        | 17                                  | 1 h 16 min 05 s 70 |
| 26     | Andriy Grivko           | Ukraine            | 18                                  | 1 h 16 min 33 s 24 |
| 29     | Christopher Juul-Jensen | Danemark           | 19                                  | 1 h 16 min 49 s 62 |
| 19     | Tim Wellens             | Belgique           | 20                                  | 1 h 16 min 49 s 71 |
| 17     | Hugo Houle              | Canada             | 21                                  | 1 h 17 min 02 s 04 |
| 6      | Taylor Phinney          | États-Unis         | 22                                  | 1 h 17 min 25 s 31 |
| 24     | Brent Bookwalter        | États-Unis         | 23                                  | 1 h 17 min 57 s 61 |
| 23     | Andrey Zeits            | Kazakhstan         | 24                                  | 1 h 18 min 47 s 63 |
| 12     | Kanstantsin Sivtsov     | Biélorussie        | 25                                  | 1 h 18 min 58 s 75 |
| 30     | Eduardo Sepúlveda       | Argentine          | 26                                  | 1 h 19 min 07 s 84 |
| 22     | Damiano Caruso          | Italie             | 27                                  | 1 h 19 min 46 s 53 |
| 31     | Pavel Kochetkov         | Russie             | 28                                  | 1 h 20 min 07 s 59 |
| 27     | Alexis Vuillermoz       | France             | 29                                  | 1 h 20 min 43 s 87 |
| 18     | Edvald Boasson Hagen    | Norvège            | 30                                  | 1 h 21 min 12 s 35 |
| 34     | Ghader Mizbani          | Iran               | 31                                  | 1 h 21 min 39 s 45 |
| 15     | Julian Alaphilippe      | France             | 32                                  | 1 h 24 min 39 s 99 |
| 33     | Mouhssine Lahsaini      | Maroc              | 33                                  | 1 h 25 min 11 s 72 |
| 35     | Ahmet Örken             | Turquie            | 34                                  | 1 h 27 min 37 s 41 |
| 37     | Dan Craven              | Namibie            | 35                                  | 1 h 27 min 47 s 93 |
| 32     | Jonathan Monsalve       | Venezuela          | DNS                                 | —                  |
| 36     | Youcef Reguigui         | Algérie            | DNS                                 | —                  |